# Клеарх (сын Навсикла)
Клеарх (др.-греч. Κλέαρχος) — богатый и влиятельный гражданин Древних Афин IV века до н. э.
Клеарх родился в семье богатого политика и военачальника Навсикла до 356 года до н. э. Историки обращают внимание, что если Навсикл принадлежал к дему Оа, то его сын — к дему Эгилия. По одной из версий, до рождения сына Навсикл на время переменил родной дем. Причина такого поступка неизвестна.
Согласно данным эпиграфики, он занимал должности синтриерарха и триерарха в 334/333 и 326/325 годах до н. э.; в 326/325 году до н. э. был гиеропеем от Афин к дельфийской пифии. Также, в 325/324 году до н. э. Клеарх выплатил какой-то долг за умершего отца в 3 тысячи драхм.
Диодор Сицилийский упомянул Клеарха в контексте событий 318 года до н. э. Афиняне отправили послов, Фокиона, Конона и Клеарха, к фрурарху (командиру македонского гарнизона) крепости над Афинами Мунихий Никанору, который совершил ночную вылазку и захватил главный порт города Пирей и Длинные стены. Античный историк охарактеризовал послов «видными гражданами, которые были друзьями Никанора». Их миссия была неудачной, так как Никанор, хоть и принял послов, отказался выполнять требования афинян, перенаправив их к македонскому царю Кассандру.
П. Пасхидис отмечает, что в 318 году до н. э. Клеарх находился среди политических оппонентов Демосфена и Гиперида, к сторонникам которых принадлежал его отец Навсикл. Возможно, Клеарх принадлежал к другой политической силе чем его отец.